# Filiolus baratovi
Filiolus baratovi är en tvåvingeart som beskrevs av Pavel Lehr 1995. Filiolus baratovi ingår i släktet Filiolus och familjen rovflugor. Inga underarter finns listade i Catalogue of Life.